# روبرت جورج
روبرت جورج (بالإنجليزية: Robert George)‏ (و. 1940 – م) هو ضابط بحري، من كندا، ولد في برينس ألبرت، ساسكاتشوان، ويحمل رتبة عسكرية لواء بحري.

## مناصب
تولى منصب Commander of the Royal Canadian Navy ‏ (1989–1991).

## الخدمة العسكرية
خدم في البحرية الملكية الكندية (1961–1994).

## القيادات
تولى قيادة:
- البحرية الملكية الكندية (1989–1991)
- Maritime Forces Pacific (1987–1989)
- HMCS Iroquois (1977–1982)
- HMCS Margaree (1974–1976).

## جوائز
حصل على جوائز منها:
- وسام الاستحقاق العسكري [الإنجليزية]‏
- ميدالية القوات الكندية [الإنجليزية]‏.